# Грибова, Елена Ивановна
Елена (Иглан) Ивановна Грибова (31 мая 1919, Камбулино, Алтайский край — 17 ноября 1986) советская оперная певица, меццо-сопрано. Эрзянка по национальности. Заслуженная артистка Мордовской АССР (1955).

## Биография
Родилась на заимке Камбулино в Алтайском крае. Заимка состояла всего из трёх домов. Отец Иван Куприянович Грибов — по профессии печник, по национальности мордвин-эрзя, родился в деревне Старославкино Петровского уезда Саратовской губернии. Покинул родные места из-за нужды. Мать — Анастасия Тимофеевна Грибова.
У отца был хороший голос (тенор), благодаря чему он зарабатывал в том числе церковным пением в течение 20 лет. Иглан была десятым ребёнком в семье, на момент её рождения матери, Анастасии Тимофеевне, исполнилось 52 года. Все девочки в семье отличались хорошими природными голосами. Отец всегда брал маленькую Иглан с собой, когда шел петь в церковь. Уже будучи взрослой, Иглан Ивановна отмечала, что, несмотря на отъезд из родных мест, в семье сохранялись эрзянские традиции и язык.

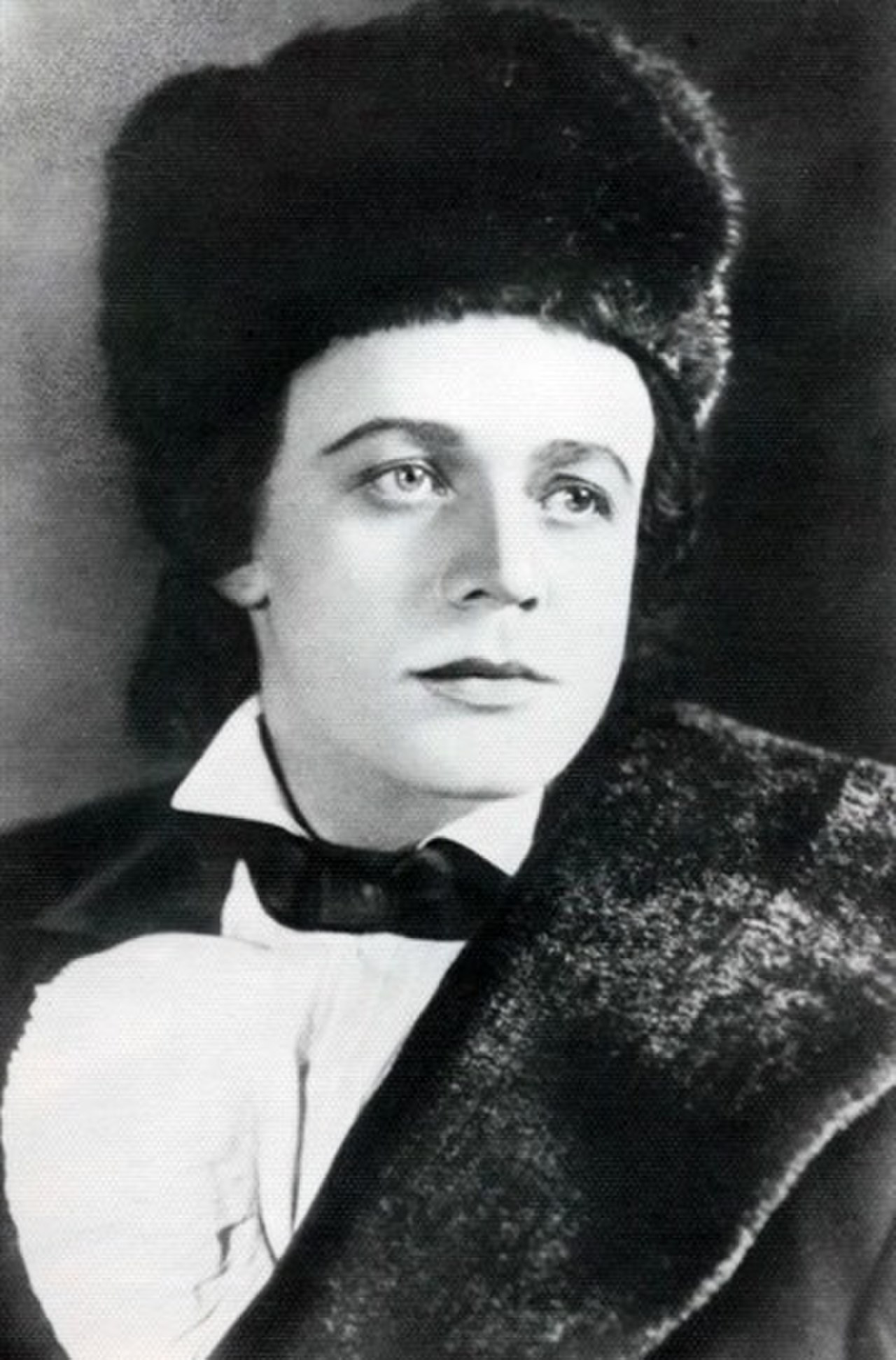
Сергей Лемешев

Певица всегда говорила: «Иглан — это древнее эрзянское имя, его нет в святцах. Это имя мне дали родители».
В 1926 году отец отвез Елену с братом учиться в Алма-Ату. Девочка закончила там 9 классов. Одновременно работала в Осавиахиме дежурной в гостинице. Вечерами пела в хоре.

## Начало обучения
В 1935 году Иглан приехала в Москву учиться пению. В московском музыкально-театральном училище имени А. К. Глазунова её встретили приветливо, но она была слишком молода для принятия в оперное отделение, и её зачислили на драматическое, где она проучилась до 1941 года, после чего была переведена на оперное отделение. Её наставницей стала Елена Дмитриевна Бородачева. Она заменила юной певице мать: помогала не только профессиональными советами, но и деньгами, понимая, как тяжело девушке учиться. Днём Иглан училась, вечерами работала в театре в массовке.

## Начало карьеры
После окончания обучения Иглан была приглашена в Куйбышевский оперный театр (ныне Самарский театр оперы и балета), где дебютировала, исполнив партию Ольги в опере «Евгений Онегин» П. И. Чайковского. На своё дебютное выступление она пригласила мать, на место в первом ряду.
В 1944 году, пройдя конкурс из 60 человек, была зачислена в труппу Большого театра. Так она стала «первой мордовкой, выступающей на сцене Большого театра». В театре проработала около 20 лет и спела около 30 партий. Большую помощь в становлении ей оказала В. В. Барсова — народная артистка СССР, которая со вниманием отнеслась к молодой девушке. По ее настоянию Грибову включили в первую запись оперы "Садко", поручив ей одну из центральных партий оперы - Любавы Буслаевны. В архиве Иглан Ивановны было много фотографий, где она запечатлена вместе с В. В. Барсовой, М. П. Максаковой, С. Я. Лемешевым: их связывала не только совместная работа, но и дружба.

## Партии

### Большой театр
- Дебютировала в опере «Демон» А. Г. Рубинштейна — Ангел
- «Евгений Онегин» П. И. Чайковского — Ольга
- «Мадам Баттерфляй» Д. Пуччини — Судзуки
- «Фауст» Ш. Гуно — Зибель
- «Риголетто» Д. Верди — Маддалена
- «Ромео и Джульетта» Ш. Гуно — Стефано
- «Лакме» Л. Делиба — Маллика
- «Фра-Дьяволо» Д. Обера — Памела
- «Травиата» Д. Верди — Флора
- «Пиковая дама» П. И. Чайковского — Полина
- «Царская невеста» Н. А. Римского-Корсакова — Дуняша
- «Борис Годунов» М. П. Мусоргского — Фёдор

ДИСКОГРАФИЯ (полные оперы, студийные записи)
1946/1947 Н. А. Римский-Корсаков: «Садко» (дир. В. В. Небольсин) – Любава Буславена
1947 Н. А. Римский-Корсаков: «Боярыня Вера Шелога» (дир. С. С. Сахаров) – Надежда
1947 Ш. Гуно: «Фауст» (дир. В. В. Небольсин, версия с А. С. Пироговым) – Зибель
1947 Дж. Верди: «Травиата» (дир. А. И. Орлов) – Флора Бервуа
1948 Ш. Гуно: «Фауст» (дир. В. В. Небольсин, версия с М. О. Рейзеном) – Зибель
1948 Дж. Верди: «Риголетто» (дир. С. А. Самосуд) – Паж
1948 Н. А. Римский-Корсаков: «Майская ночь» (дир. В. В. Небольин) – Вторая русалка
1949 Э. Ф. Направник: «Дубровский» (дир. В. В. Небольсин) – Одна из дам
1950 Н. А. Римский-Корсаков: «Садко» (дир. Н. С. Голованов) – Один из скоморошин
1950 А. Г. Рубинштейн: "Демон" (дир. А. Ш. Мелик-Пашаев) – Ангел
1953 Дж. Пуччини: "Чио-Чио-сан" ("Мадам Баттерфляй", дир. О. М. Брон) - Судзуки
1961 С. С. Прокофьев: «Война и мир» (дир. - А. Ш. Мелик-Пашаев) - Цыганка Матреша
Записи спектаклей, сделанные со сцены театра
1955 Д. Обер: «Фра-Дьяволо» (дир. Б. Э. Хайкин) – Леди Памела
1957 П. И. Чайковский: «Пиковая дама» (дир. Б. Э. Хайкин) – Полина (Миловзор)

## Поездки в Мордовию
Иглан Ивановна часто посещала Мордовию, где исполняла песни на эрзянском языке.
Личный архив Иглан Ивановны хранится в Центральном архиве республики Мордовия, куда он был передан в 1991 году.

## Награды и звания
- Указом Президиума Верховного Совета СССР от 27 мая 1951 года певица была награждена орденом «Знак Почёта»"[3].
- В 1955 году ей было присуждено звание Заслуженной артистки Мордовской АССР.